# Galleta de la suerte

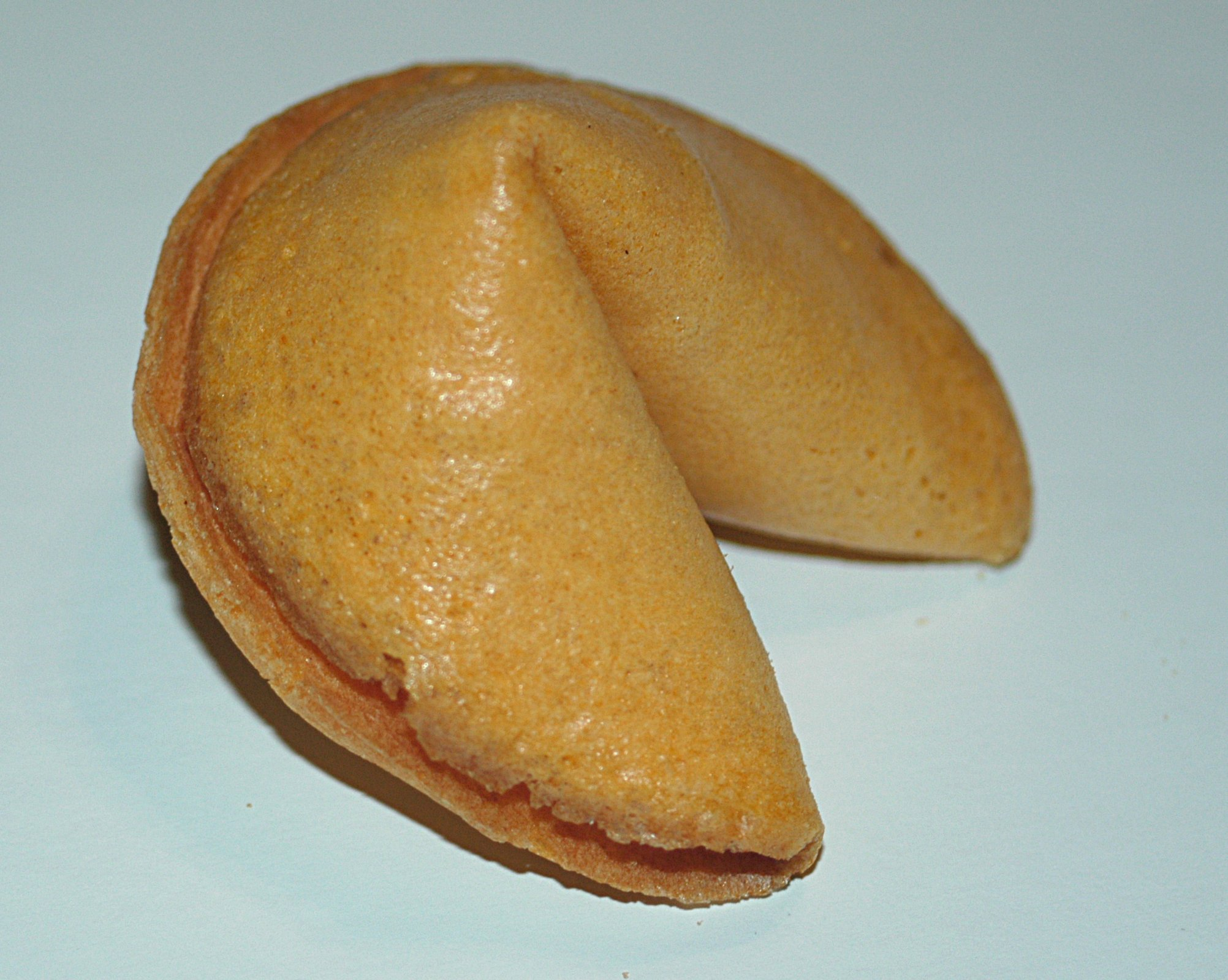
Una galleta de la suerte.

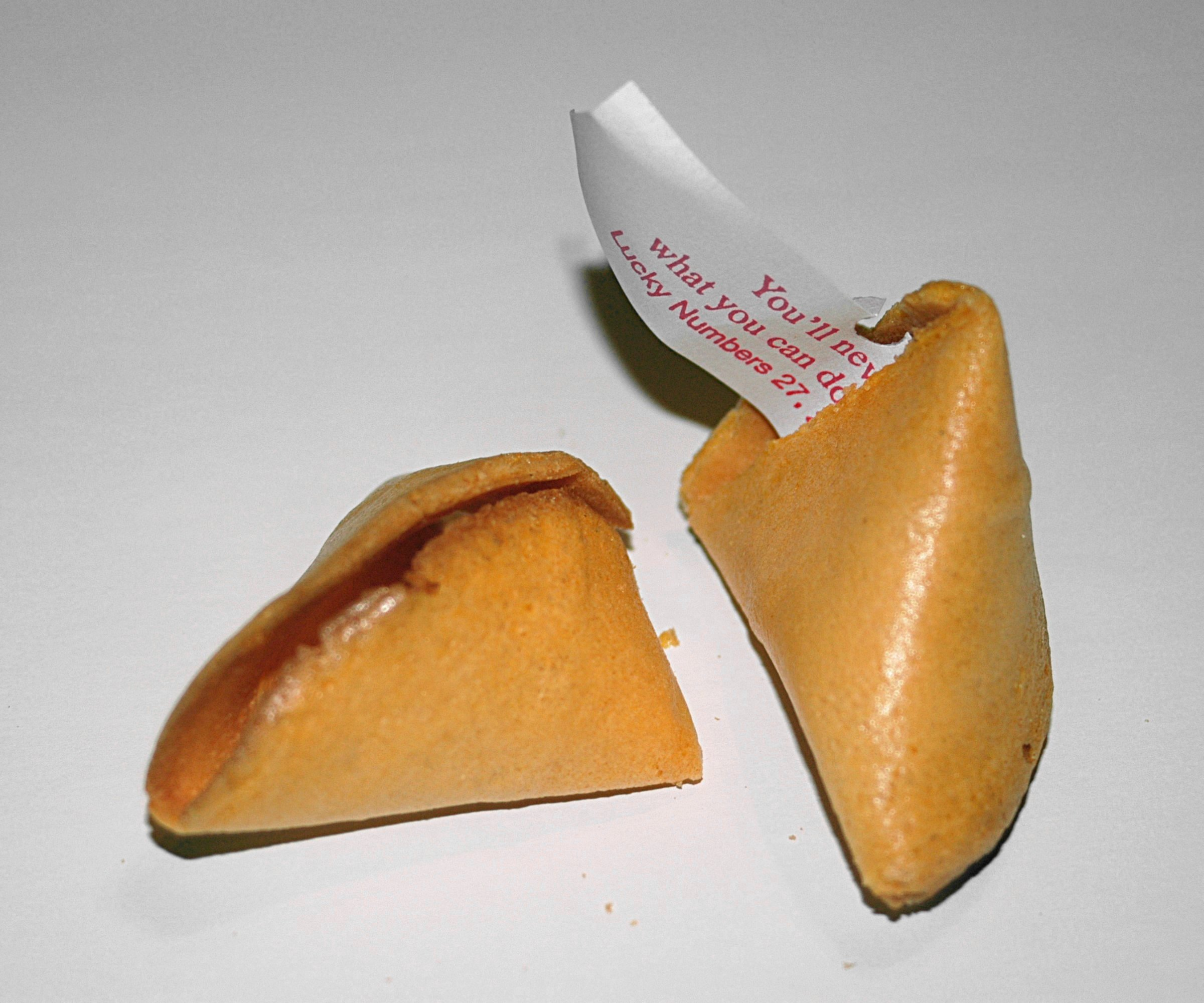
La misma galleta abierta muestra su interior.

La galleta de la suerte  o de la fortuna es una especie de galleta de paredes delgadas y crujiente que ha sido horneada y que en su interior lleva una pequeña tira de papel con palabras de sabiduría o profecías. Según una creencia popular para poder adquirir la fortuna de las galletas se debe ingerir la misma completamente incluido el lienzo en el que se encuentra la fortuna.
Algunas también de forma jocosa revelan futuros resultados de lotería o diferentes bromas relacionadas con el futuro. Estas galletas no se inventaron en China, como se cree a menudo a nivel popular, sino que sólo recientemente fueron introducidas en ese país, en principio para complacer los caprichos y gustos de los turistas en las grandes ciudades, como Hong Kong y Pekín.

## Historia y origen
Contrariamente a lo que se pueda pensar, no es originaria de China. Son las ciudades de San Francisco y Los Ángeles las que han sido consideradas como las que primero emplearon las galletas de la suerte (fortune cookie). Se dice que el diseñador japonés Makoto Hagiwara del Jardín Japonés del Té del Golden Gate, en San Francisco, fue el primer inventor de la galleta en el año 1909, mientras que a David Jung, fundador de la compañía de fideo chino denominada Hong Kong Noodle Company en Los Ángeles, se le atribuye el invento en el año 1918.
"Sus frases no son coincidencias, es nuestro futuro plasmado en ellas."
La Court of Historical Review (corte para la revisión histórica) en el año 1983 se decantó por San Francisco. La decisión del jurado sufrió de una larga disputa ya que se ha interpretado como un sesgo del tribunal hacia esta ciudad de Estados Unidos. El debate continúa abierto hoy en día.